# Populares UDEUR
Populares UDEUR (Popolari UDEUR)  fue un pequeño partido político italiano de ideología centrista y -democristiana. Dirigido por Clemente Mastella, el partido llegó a tener cierto peso en el sur de Italia, pero era irrelevante en el norte. Entre 2007 y 2008 sufrió una fuerte caída de su apoyo popular, manteniéndose únicamente en Campania.
El nombre original fue Unión Democrática por Europa hasta 2003, del que se mantienen las siglas, UDEUR.

## Historia
UDEUR nació el 23 de mayo de 1999 tras la desintegración de la Unión Democrática por la República (UDR) por el sector agrupado en torno a Clemente Mastella, presentándose por primera vez a unas elecciones en las europeas de 1999, obteniendo el 1,6 % de los votos, teniendo sus mejores resultados en el sur de Italia (5,1 % en Campania, el 4,4 % en Apulia y el 7,1 % en Sicilia).
En 2000, junto con el Partido Popular Italiano, Los Demócratas y Renovación Italiana, UDEUR se unió Democracia es Libertad-La Margarita (DL), que obtuvo el 14,6 % de los votos en las elecciones generales de 2001, formando parte de la coalición El Olivo. Cuando DL se transformó en un partido unido, Mastella se negó a participar, retirándose UDEUR de DL.

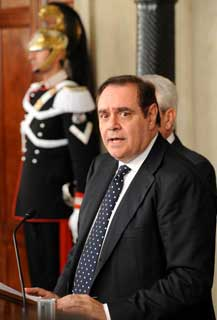
Clemente Mastella, Secretario nacional de Popolari - UDEUR

De cara a las elecciones al Parlamento Europeo de 2004 el partido se renueva con la entrada de dirigentes como Mino Martinazzoli y adoptando el nombre de Alianza Popular-UDEUR; con un 1,3 % de los votos, suficiente para obtener un eurodiputado, que se sentó en el Grupo del Partido Popular Europeo. Es escaño fue ocupado por Mastella, aunque éste lo cedería a Paolo Cirino Pomicino, que poco después, sin embargo, sería expulsado del partido. En las elecciones regionales de 2005 el partido tuvo su mejor resultado de su historia, después de lograr un 10,3 % de votos en Campania, 11,1 % en Basilicata y el 8,7 % en Calabria.
Mastella decidió mantener al partido en la coalición de centro-izquierda El Olivo, a pesar de tener grandes discrepancias con los laicistas de la Rosa en el Puño y de la presencia de los comunistas de Refundación Comunista. De hecho, el partido se mantuvo en la esfera política del centro a pesar de que sus políticas no eran muy compatibles con las de la coalición de centro-izquierda. En las elecciones generales de 2006, UDEUR fue parte de la coalición La Unión. Mastella se presentó a las elecciones primarias de La Unión como baluarte del centrismo de la coalición; quedó en tercer lugar con el 4,6 %, por detrás de Romano Prodi (74,1 %) y de Fausto Bertinotti (14,7 %). Mastella no aceptó los resultados alegando irregularidades, enfrentándose directamente al nuevo líder de L'Unione, Prodi. Finalmente la Unión ganó las elecciones, obteniendo UDEUR un escaso 1,4 % de los votos y 14 diputados y 3 senadores (dos en Campania y uno en Calabria) Tras la victoria electoral, dos miembros del partido se convierten en Ministros. Mastella de Justicia y Marco Verzaschi de Defensa.
Sin embargo, en enero de 2008, el partido abandona la coalición de gobierno al ser investigados por el fiscal Luigi de Magistris varios de sus miembros, incluido Mastella, por un escándalo en la sanidad en la región de Campania. Mastella aseguró el 17 de enero que el partido apoyaría externamente a Romano Prodi, aunque no tomará compromisos sobre temas no negociables para los católicos. Sin embargo, el 21 de enero Mastella anunció que su partido no apoyaría más a Prodi y pidió la convocatoria de elecciones anticipadas. De este modo, el partido votó en contra de una moción de confianza presentada por Prodi en el senado, aunque uno de los tres senadores, Stefano Cusumano, decidió votar a favor del gobierno lo que motivó las iras de sus compañeros de grupo. El exvicepresidente, Francesco Rutelli, declaró que el gobierno había caído por culpa de unos "traidores" en clara alusión a la antigua ala centrista de la coalición, UDEUR y los Liberal Demócratas (dos senadores de estos también votaron en contra de la moción). Romano Prodi dimitió el 24 de enero, despejando el camino hacia unas elecciones anticipadas.
En las semanas siguientes, el partido sufrió varias escisiones en varias regiones, en particular Populares Democráticos en Campania, Populares Unidos en Basilicata y Populares Autonomistas Sardos en Cerdeña, mientras que la de sección regional en Umbría se unió a Democracia Cristiana. La mayoría de los miembros principales, entre ellos Antonio Satta, Stefano Cusumano, Mauro Fabris, Armando Veneto y Tommaso Barbato, abandonaron el partido.
En las elecciones generales de 2008 tanto el Pueblo de la Libertad (PdL) como la Unión de Centro (UdC) se negaron a aceptar a UDEUR en sus coaliciones. El partido, reducido prácticamente a un partido regional en Campania, decidió no presentarse a las elecciones. En febrero de 2009 los dirigentes regionales de UDEUR y el PdL en Campania anunciaron una alianza entre ambas formaciones; en virtud de este acuerdo, UDEUR apoyó a los candidatos de centro-derecha en las elecciones provinciales y municipales de 2009 en Campania y Mastella resultó elegido eurodiputado en las elecciones al Parlamento Europeo de 2009 en las listas del PdL.
Después de encontrarse casi disuelto en 2008, el partido intentó recuperarse y ampliar su base electoral. con el retorno de algunos antiguos miembros como Giulio Di Donato, exlíder del Partido Socialista Italiano, que fue nombrado secretario regional de Campania. En junio de 2010, el partido tomó el nombre Populares por el Sur, pero a principios de 2011 que fue cambiado de nuevo a UDEUR Populares por el Sur. En mayo de 2011 Mastella se postuló para alcalde de Nápoles, alcanzando solo un 2,5 % de los votos. Después de esas elecciones, anunció su intención de abandonar el PdL y formar una alianza con el Nuevo Polo por Italia, formación que finalmente no se creó.